# Pioneer 6
Pioneer 6, també denominada Pioneer A, va ser una sonda espacial de la NASA llançada el 16 de desembre de 1965 mitjançant un coet Delta des de Cap Canaveral.
La missió del Pioneer 6 (juntament amb la de Pioneer 7, Pioneer 8, Pioneer 9 i Pioneer E, amb les quals va treballar conjuntament) va ser la de realitzar el primer estudi detallat del vent solar, el camp magnètic interplanetari i els raigs còsmics, proporcionant dades pràctiques sobre les tempestes solars.
La sonda estava estabilitzada per rotació, amb un gir de 60 rpm i amb l'eix de gir perpendicular al plànol de la eclíptica. Tenia forma de cilindre recobert de cèl·lules solars del qui sobresurten antenes i mastelers. Disposava d'una antena direccional d'alt guany, podent transmetre a 512, 256, 64, 16 o 8 bps. El format de l'enviament de dades era seleccionable entre quatre possibles modalitats, amb tres d'aquestes quatre aptes per a l'enviament de dades científiques (32 paraules de 7 bits per trama). L'altra modalitat era utilitzada per enviar telemetria sobre l'estat de la sonda. Al seu torn, es disposava de quatre maneres d'operació:
- Temps real: les dades eren obtingudes i transmeses directament, sense ser emmagatzemades, segons la velocitat d'enviament i la modalitat seleccionada.
- Emmagatzematge de telemetria: les dades eren guardades i enviades simultàniament, segons la velocitat d'enviament i la modalitat seleccionada.
- Emmagatzematge del cicle de treball: es recollia i guardava una única trama de dades científiques a la major velocitat possible, 512 bps; l'interval entre la recollida i emmagatzematge de successives trames era seleccionable a entre 2 i 17 minuts, amb una capacitat total per emmagatzemar dades fins durant 19 hores.
- Lectura de memòria: s'enviaven les dades llegint-los de la memòria de la sonda, enviant-los a la velocitat adequada segons la distància de la nau a la Terra.

L'últim contacte amb la Pioneer 6 va tenir lloc el 8 de desembre de 2000 per celebrar els 35 anys del seu funcionament continu des del llançament, la qual cosa va convertir a la Pioneer 6 en la nau més longeva en funcionament.